# Sundy
Sundy lub Sundi – wieś znajdująca się na Wyspach Świętego Tomasza i Książęcej; położona na Wyspie Książęcej. W 2001 roku miejscowość liczyła 362 mieszkańców.

## Historia
W 1822 roku w Sundy założono pierwszą plantację kakao na wyspie. Zachowało się kilka budynków.

## Sport
W Sundy ma swoją siedzibę klub piłkarski GD Sundy, który w 2010 roku został mistrzem kraju.

## Klimat
Średnia temperatura wynosi 17 °C, a średnie opady 2872 milimetry rocznie. Najbardziej wilgotnym miesiącem jest maj (440 milimetrów opadów), a najbardziej suchym jest sierpień (27 milimetrów opadów).